# Eugalta spinosa
Eugalta spinosa är en stekelart som beskrevs av Cameron 1899. Eugalta spinosa ingår i släktet Eugalta och familjen brokparasitsteklar. Inga underarter finns listade i Catalogue of Life.